# Третье царство
«Третье царство» (англ. «The Third Kingdom») — роман Терри Гудкайнда в стиле фэнтези. Издан 20 августа 2013 года издательством Tor Books. Роман продолжает события подцикла «Ричард и Кэлен», который в итоге вошёл в цикл «Меч Истины». Русскоязычное издание выпущено Издательством АСТ в мае 2016 года в серии «Легенда об Искателе».

## Сюжет
Ричард Рал и Кэлен Амнелл, после того как выбрались из логова Терновой девы, оказались в плену у одной из групп полулюдей Шан-так. С помощью Хенрика, нашедшего поселение Стройза, где жили одаренные, и уговорившего жителей этой деревни спасти магистра Рала и Мать-Исповедницу, Ричард и Кэлен были освобождены из плена. При попытке исцелить Кэлен, колдунья Саманта, увидела что смертельный голос Терновой девы проник в Кэлен и прикосновение голоса Джит, хоть и ослабленное Ричардом, может привести к смерти Кэлен.
Оказалось, что жители деревни (название которой в переводе с древне’дхарианского означает «дозор») были поселены здесь после Великой Войны, когда волшебники древности собрали все зло на земле и запечатали его за нерушимым магическим барьером. За этим барьером и образовалось третье царство — не мир жизни, и не мир смерти, а мир смерти, тесно сосуществующий с миром жизни при их взаимопроникновении. Жители Стройзы должны были следить за состоянием врат в стене, ограждающей Третье царство и сообщить Совету Волшебников в Эйдиндриле, если врата когда-либо откроются, и это будет означать, что барьер пал и все заточенное за ним зло вырвалось.
В поселении Ричард узнает, что барьер действительно пал. На стенах коридора, ведущего к смотровому проему с видом на врата третьего царства, Ричард увидел выгравированное послание, написанное на языке Сотворения во время Великой Войны колдуньей Наей Мун по просьбе первой Матери-Исповедницы Магды Сирус и её волшебника Мерритта. В послании рассказывался весь ход Великой Войны и говорилось об ужасном оружии, созданном императором Древнего мира Сулаканом для войны с Новым миром. Волшебники-Творцы императора создали ужасающие заклинания, позволяющие Сулакану использовать мертвых, пробужденных с помощью темной магии, в качестве воинов. Также эти волшебники создали еще больших монстров, так называемых полулюдей — то есть людей, у которых душа была отделена от тела. В дальнейшем полулюди, вырвавшись из-под контроля, начали охотиться на людей с душами и убивали их, чтобы получить душу. Не получая желаемого, полулюди с каждым убийством становились все яростнее в своей цели обладать душой, так как без души они не могли уйти за завесу в Подземный мир и были вынуждены существовать в мире жизни, хотя полностью живыми их назвать нельзя. Данные изменения людей императору Сулакану и волшебникам по его приказу удалось претворить в жизнь путём искажения смысла Благодати. В ходе расшифровки послания Наи, Ричард узнает, что положить конец угрозе от третьего царства, можно только положив конец пророчеству, а способен на это только fuer grissa ost drauka, то есть Несущий Смерть — Ричард. Ричард принимает решение отправиться в третье царство. Также Ричард находит послание, в котором говорится, что он может стать как тем, кто уничтожит мир живых, так и тем, кто спасет его. В том же месте Ричард находит старинный серебряный перстень с изображением Благодати.
В поход к третьему царству вместе с Ричардом отправляется и Саманта.

## Важные персонажи книги
- Ричард Рал — магистр Рал, правитель Д’Харианской империи, Искатель Истины, боевой чародей;
- Кэлен Амнелл — Мать-Исповедница, жена Ричарда;
- Зеддикус Зул Зорандер — дед Ричарда Рала, волшебник первого ранга;
- Никки — колдунья, бывшая сестра Тьмы;
- Кара — негласный лидер Морд-Сит, личный телохранитель лорда Рала, близкий друг Ричарда и Кэлен;
- епископ Ханнис Арк — правитель провинции Фаджин, главный антагонист.
- Генерал Бенджамин Мейфферт — командующий д’харианской армией, муж Кары.
- аббат Людвиг Дрейер — правая рука Ханниса Арка.
- Вика — Морд-Сит, служащая Ханнису Арку.
- Эрика — Морд-Сит, подчиняющаяся аббату Дрейеру.
- Саманта — юная колдунья из Стройзы.